# William E. Cochrane
William Eugene Cochrane (geboren am 30. Januar 1926 in Hollywood, Kalifornien; gestorben am 4. März 1993 in San Luis Obispo, Kalifornien) war ein amerikanischer Science-Fiction-Autor. 
Cochrane veröffentlichte seine erste Geschichte How High on the Ladder? 1950 unter dem Pseudonym Leo Paige. Erst über 20 Jahre später erschien eine weitere Erzählung, A Little Edge, nun unter dem von seiner Arbeit bei Douglas Aircraft und deren Luft-Luft-Rakete Skybolt inspirierten Namen S. Kye Bolt, den er auch in den folgenden Jahren verwendete. Ab 1973 veröffentlichte er unter seinem eigenen Namen.
Die als S. Kye Bolt geschriebenen Geschichten und der Roman Solo Kill (1977) sind Space Operas. Die Kurzgeschichten erschienen in dem Magazin Analog.
Der 1980 erschienene Roman Class Six Climb handelt von „Baumsteigern“, die auf einem fernen Planeten riesige, kilometerhohe Bäume erklettern.

## Bibliografie
Romane
- Solo Kill (1977; als S. Kye Boult)
- Class Six Climb (3 Teile in: Analog Science Fiction/Science Fact, June 1979  ff.)

Kurzgeschichten
1950:
- How High on the Ladder? (1950, in: Fantasy Book, Vol. 2, No. 1; als Leo Paige)

1971:
- The Habitat Manager (in: Analog Science Fiction/Science Fact, June 1971; als S. Kye Boult)
  - Deutsch: Der Habitatmanager. Übersetzt von Maria Castro. In: Wolfgang Jeschke (Hrsg.): Johann Sebastian Bach Memorial Barbecue. Heyne SF&F #4697, 1990, ISBN 3-453-04279-4.
- A Little Edge (in: Analog Science Fiction/Science Fact, July 1971; als S. Kye Boult)

1972:
- Solo Kill (in: Analog Science Fiction/Science Fact, May 1972; als S. Kye Boult)
- Collision Course (in: Analog Science Fiction/Science Fact, July 1972; als S. Kye Boult)

1973:
- Earthquake (in: Analog Science Fiction/Science Fact, April 1973)
- The Safety Engineer (1973, in: Stephen Goldin (Hrsg.): The Alien Condition; als S. Kye Boult)
- Whalekiller Grey (in: Analog Science Fiction/Science Fact, October 1973)

1974:
- The Horus Errand (in: Analog Science Fiction/Science Fact, January 1974)

1976:
- Weather War (in: Analog Science Fiction/Science Fact, September 1976)

1977:
- Nuclear Run (in: Analog Science Fiction/Science Fact, February 1977)
- Minster West (in: Isaac Asimov’s Science Fiction Magazine, Fall 1977)

1992:
- The Walking Hills (in: Analog Science Fiction and Fact, July 1992)

nicht erschienen:
- Cargo Run (in: Harlan Ellison (Hrsg.): The Last Dangerous Visions; als S. Kye Boult)